# Mike Doughty
Michael Doughty, detto Mike (Fort Knox, 10 giugno 1970), è un cantautore e musicista statunitense.

## Biografia
Figlio di un ufficiale dell'esercito (è nato nella base militare di Fort Knox, in Kentucky), si è trasferito a New York all'età di 19 anni per studiare.
Ha fondato nel 1990 i Soul Coughing, gruppo rock che ha avuto successo con gli album Ruby Vroom (1994), Irresistible Bliss (1996) e El Oso (1998).
Nel 2000 ha lasciato la band per problemi personali dovuti alla droga e così si è sciolto anche il gruppo.
Nello stesso anno è uscito un album acustico (Skittish) registrato nel 1996, il primo di Doughty da solista.
Da allora Doughty ha intrapreso la carriera solista.

## Discografia solista
- 2000 - Skittish
- 2002 - Smofe + Smang: Live in Minneapolis (album live)
- 2003 - Rockity Roll (EP)
- 2004 - Skittish / Rockity Roll (doppio CD riedizione dei precedenti due album)
- 2005 - Haughty Melodic
- 2005 - The Gamber (EP digitale)
- 2008 - Golden Delicious
- 2008 - Busking (album live in edizione limitata)
- 2008 - Busking EP (EP live)
- 2009 - Sad Man Happy Man
- 2011 - Dubious Luxury
- 2011 - Yes and Also Yes
- 2012 - The Question Jar Show
- 2012 - The Flip Is Another Honey
- 2013 - Circles, Super Bon Bon, and The Very Best of Soul Coughing
- 2013 - Water and Washington
- 2014 - Stellar Motel